# Eleccions municipals de Mislata

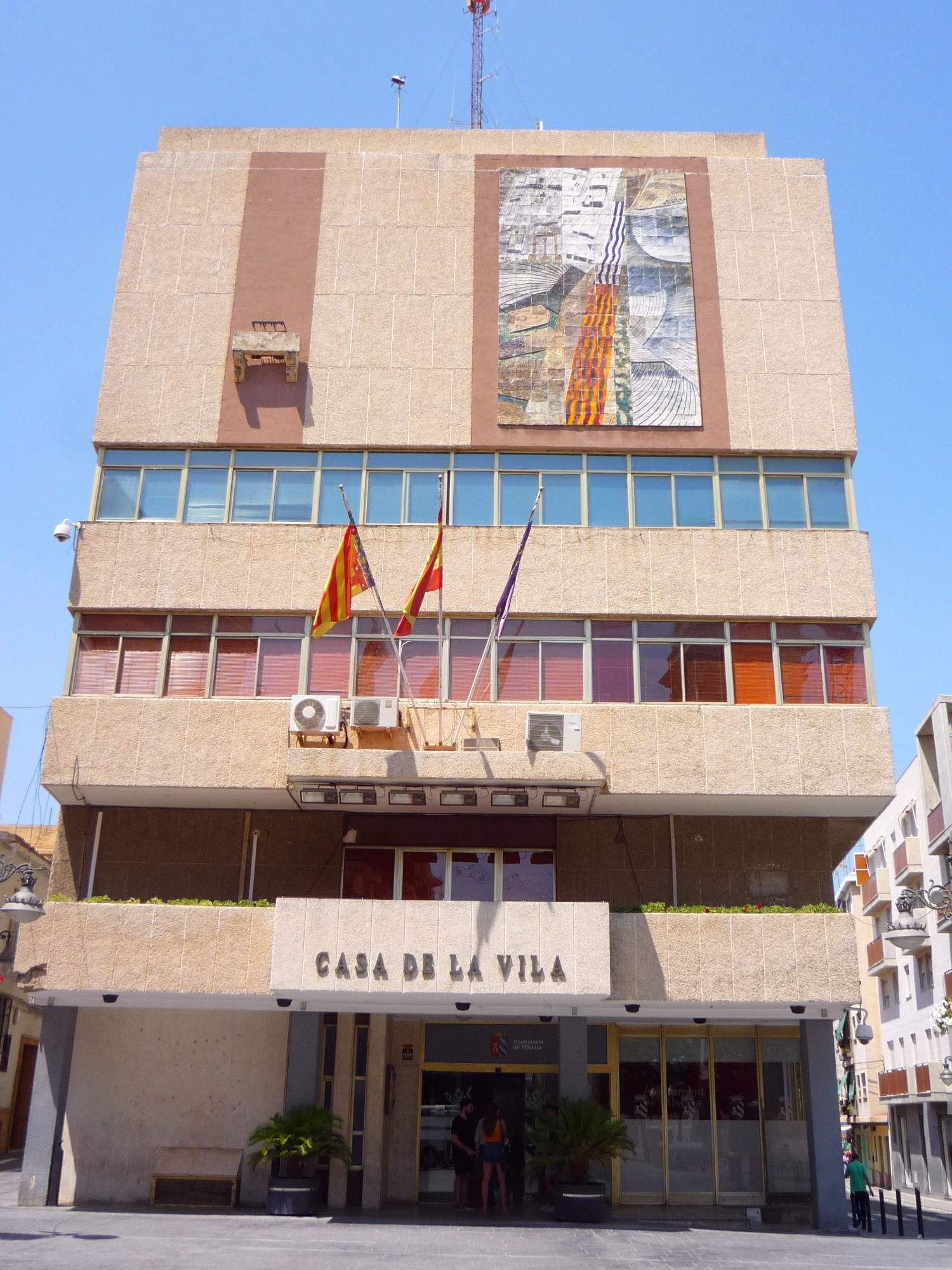
La Casa de la Vila, seu de l'Ajuntament de Mislata

Este article recull els resultats de les eleccions municipals de Mislata (l'Horta Oest) des de 1979.

## 1979
| Partit       | Partit                                        | Vots   | %     | Escons | +/– | Cap de llista             |
| ------------ | --------------------------------------------- | ------ | ----- | ------ | --- | ------------------------- |
|              | Partit Socialista Obrer Espanyol              | 5.340  | 41,70 | 9 / 21 | Nou | José Morales Gracia       |
|              | Unió de Centre Democràtic                     | 3.886  | 30,34 | 7 / 21 | Nou | Jesús López Soler         |
|              | Partit Comunista d'Espanya                    | 3.241  | 25,31 | 5 / 21 | Nou | Francisco Serrano Giménez |
|              | Moviment Comunista del País Valencià          | 206    | 1,61  | 0 / 21 | Nou | Rosa Hernández Ruiz       |
|              | Organització Revolucionària dels Treballadors | 134    | 1,05  | 0 / 21 | Nou | Francisco Ocaña Jiménez   |
| Total        | Total                                         | 12.807 | 99,6  | 21     | =   |                           |
|              |                                               |        |       |        |     |                           |
| Vots vàlids  | Vots vàlids                                   | 12.854 | n/a   |        |     |                           |
| Participació | Participació                                  | 12.988 | 66,6  |        |     |                           |
| Cens         | Cens                                          | 19.509 |       |        |     |                           |
| Font:        |                                               |        |       |        |     |                           |

## 1983
| Partit       | Partit                           | Vots   | %     | Escons  | +/– | Cap de llista       |
| ------------ | -------------------------------- | ------ | ----- | ------- | --- | ------------------- |
|              | Partit Socialista Obrer Espanyol | 10.576 | 62,54 | 14 / 21 | 5   | José Morales Gracia |
|              | Coalició AP-PDP-UL-UV            | 4.322  | 25,56 | 5 / 21  | Nou | n/a                 |
|              | Partit Comunista d'Espanya       | 2.012  | 11,90 | 2 / 21  | 3   | n/a                 |
| Total        | Total                            | 16.910 | 98,8  | 21      | =   |                     |
|              |                                  |        |       |         |     |                     |
| Vots vàlids  | Vots vàlids                      | 17.124 | n/a   |         |     |                     |
| Participació | Participació                     | 17.210 | 72,8  |         |     |                     |
| Cens         | Cens                             | 23.645 |       |         |     |                     |
| Font:        |                                  |        |       |         |     |                     |

## 1987
| Partit       | Partit                                              | Vots   | %     | Escons  | +/– | Cap de llista       |
| ------------ | --------------------------------------------------- | ------ | ----- | ------- | --- | ------------------- |
|              | Partit Socialista Obrer Espanyol                    | 8.084  | 46,28 | 11 / 21 | 3   | José Morales Gracia |
|              | Aliança Popular                                     | 2.785  | 15,94 | 4 / 21  | 1   | n/a                 |
|              | Centre Democràtic i Social                          | 2.073  | 11,87 | 3 / 21  | Nou | n/a                 |
|              | Unió Valenciana                                     | 1.619  | 9,27  | 2 / 21  | Nou | n/a                 |
|              | Esquerra Unida-Unitat del Poble Valencià            | 1.352  | 7,74  | 1 / 21  | 1   | n/a                 |
|              | Partit dels Treballadors d'Espanya-Unitat Comunista | 673    | 3,85  | 0 / 21  | Nou | n/a                 |
|              | Partit Demòcrata Popular-Centristes Valencians      | 602    | 3,45  | 0 / 21  | Nou | n/a                 |
|              | Front d'Esquerres                                   | 203    | 1,16  | 0 / 21  | Nou | n/a                 |
|              | Plataforma Humanista                                | 77     | 0,44  | 0 / 21  | Nou | n/a                 |
| Total        | Total                                               | 17.468 | 98,9  | 21      | =   |                     |
|              |                                                     |        |       |         |     |                     |
| Vots vàlids  | Vots vàlids                                         | 17.667 | n/a   |         |     |                     |
| Participació | Participació                                        | 17.919 | 71,8  |         |     |                     |
| Cens         | Cens                                                | 24.961 |       |         |     |                     |
| Font:        |                                                     |        |       |         |     |                     |

## 1991
| Partit       | Partit                           | Vots   | %     | Escons  | +/– | Cap de llista              |
| ------------ | -------------------------------- | ------ | ----- | ------- | --- | -------------------------- |
|              | Partit Socialista Obrer Espanyol | 7.840  | 46,21 | 11 / 21 | =   | José Morales Gracia        |
|              | Partit Popular                   | 4.233  | 24,95 | 5 / 21  | 1   | Emilio Monerris de Heredia |
|              | Esquerra Unida del País Valencià | 2.239  | 13,20 | 3 / 21  | 2   | Pedro Besó González        |
|              | Unió Valenciana                  | 1.807  | 10,65 | 2 / 21  | =   | Francisco Romero Bruno     |
|              | Centre Democràtic i Social       | 847    | 4,99  | 0 / 21  | 3   | Bartolomé Izquierdo Pérez  |
| Total        | Total                            | 16.966 | 98,5  | 21      | =   |                            |
|              |                                  |        |       |         |     |                            |
| Vots vàlids  | Vots vàlids                      | 17.226 | n/a   |         |     |                            |
| Participació | Participació                     | 17.349 | 61,9  |         |     |                            |
| Cens         | Cens                             | 28.042 |       |         |     |                            |
| Font:        |                                  |        |       |         |     |                            |

## 1995
| Partit       | Partit                                      | Vots   | %     | Escons | +/– | Cap de llista               |
| ------------ | ------------------------------------------- | ------ | ----- | ------ | --- | --------------------------- |
|              | Partit Socialista Obrer Espanyol            | 8.761  | 38,69 | 9 / 21 | 2   | José Morales Gracia         |
|              | Partit Popular                              | 8.161  | 36,04 | 8 / 21 | 3   | Tomás Honorato Ibáñez       |
|              | Esquerra Unida del País Valencià            | 3.696  | 16,32 | 3 / 21 | =   | Pere Besó González          |
|              | Unió Valenciana-Independents-Centristes     | 1.546  | 6,83  | 1 / 21 | 1   | Francisco Romero Bruno      |
|              | Renovació Valencianista                     | 310    | 1,37  | 0 / 21 | Nou | José Luis Egea Fambuena     |
|              | Unitat del Poble Valencià-Bloc Nacionalista | 126    | 0,56  | 0 / 21 | Nou | Josep Mir i Pérez           |
|              | Partit Republicà Autonomista                | 47     | 0,21  | 0 / 21 | Nou | Carlos José Troya Gutierrez |
| Total        | Total                                       | 22.647 | 98,7  | 21     | =   |                             |
|              |                                             |        |       |        |     |                             |
| Vots vàlids  | Vots vàlids                                 | 22.954 | n/a   |        |     |                             |
| Participació | Participació                                | 23.104 | 71,7  |        |     |                             |
| Cens         | Cens                                        | 32.215 |       |        |     |                             |
| Font:        |                                             |        |       |        |     |                             |

## 1999
| Partit       | Partit                           | Vots   | %     | Escons | +/– | Cap de llista                |
| ------------ | -------------------------------- | ------ | ----- | ------ | --- | ---------------------------- |
|              | Partit Socialista Obrer Espanyol | 8.836  | 42,81 | 9 / 21 | =   | José Morales Gracia          |
|              | Partit Popular                   | 8.094  | 39,22 | 9 / 21 | 1   | Manuel Corredera Sanchis     |
|              | Esquerra Unida del País Valencià | 1.856  | 8,99  | 2 / 21 | 1   | Pere Besó González           |
|              | Unió Valenciana                  | 1.185  | 5,74  | 1 / 21 | =   | José María González Murgui   |
|              | Bloc per Mislata-Els Verds       | 596    | 2,89  | 0 / 21 | =   | Adoración Guaman Hernández   |
|              | Alternativa Comunitat Valenciana | 73     | 0,35  | 0 / 21 | Nou | Francisco Cordellat González |
| Total        | Total                            | 20.640 | 98,4  | 21     | =   |                              |
|              |                                  |        |       |        |     |                              |
| Vots vàlids  | Vots vàlids                      | 20.973 | n/a   |        |     |                              |
| Participació | Participació                     | 21.108 | 61,6  |        |     |                              |
| Cens         | Cens                             | 34.240 |       |        |     |                              |
| Font:        |                                  |        |       |        |     |                              |

## 2003
| Partit       | Partit                                    | Vots   | %     | Escons  | +/– | Cap de llista                |
| ------------ | ----------------------------------------- | ------ | ----- | ------- | --- | ---------------------------- |
|              | Partit Popular                            | 9.793  | 44,29 | 11 / 21 | 2   | Manuel Corredera Sanchis     |
|              | Partit Socialista Obrer Espanyol          | 8.529  | 38,57 | 9 / 21  | =   | Ricardo González Villaescusa |
|              | Esquerra Unida - L'Entesa                 | 1.614  | 7,30  | 1 / 21  | 1   | Pere Besó González           |
|              | Bloc Nacionalista Valencià-Esquerra Verda | 893    | 4,04  | 0 / 21  | =   | Santiago Rosado Orquín       |
|              | Unió Valenciana                           | 633    | 2,86  | 0 / 21  | 1   | José Montañana Soriano       |
|              | Grup Independent de Mislata               | 587    | 2,65  | 0 / 21  | Nou | Alberto Lafuente Lozano      |
|              | Partit Humanista                          | 63     | 0,28  | 0 / 21  | =   | María Luisa García           |
| Total        | Total                                     | 22.112 | 98,2  | 21      | =   |                              |
|              |                                           |        |       |         |     |                              |
| Vots vàlids  | Vots vàlids                               | 22.515 | n/a   |         |     |                              |
| Participació | Participació                              | 22.632 | 67,4  |         |     |                              |
| Cens         | Cens                                      | 33.592 |       |         |     |                              |
| Font:        |                                           |        |       |         |     |                              |

## 2007
| Partit       | Partit                                         | Vots   | %     | Escons  | +/– | Cap de llista              |
| ------------ | ---------------------------------------------- | ------ | ----- | ------- | --- | -------------------------- |
|              | Partit Popular                                 | 9.775  | 46,66 | 11 / 21 | =   | Manuel Corredera Sanchis   |
|              | Partit Socialista Obrer Espanyol               | 8.316  | 39,69 | 9 / 21  | =   | Miguel Merenciano Benavent |
|              | Esquerra Unida-Els Verds-Izquierda Republicana | 1.552  | 7,41  | 1 / 21  | =   | Salvador García de la Mota |
|              | Partit Social Demòcrata                        | 584    | 2,79  | 0 / 21  | Nou | José Morales Gracia        |
|              | Coalició Valenciana                            | 250    | 1,19  | 0 / 21  | Nou | José Luis Aparicio Bonet   |
|              | Unió Valenciana-Els Verds Ecopacifistes        | 218    | 1,04  | 0 / 21  | =   | José María González Murgui |
|              | Esquerra Republicana del País Valencià         | 137    | 0,65  | 0 / 21  | Nou | Pablo Osorio Martel        |
|              | Espanya 2000                                   | 119    | 0,57  | 0 / 21  | Nou | Juan Pamplanco Rodrigo     |
| Total        | Total                                          | 20.951 | 98,1  | 21      | =   |                            |
|              |                                                |        |       |         |     |                            |
| Vots vàlids  | Vots vàlids                                    | 21.354 | n/a   |         |     |                            |
| Participació | Participació                                   | 21.485 | 65,4  |         |     |                            |
| Cens         | Cens                                           | 32.845 |       |         |     |                            |
| Font:        |                                                |        |       |         |     |                            |